# Вулкан Всевидова
Всевидова — стратовулкан в штате Аляска, США, один из 6 наиболее активных вулканов Алеутских островов. Его вершина является самой высокой точкой на Умнаке, одном из восточных островов Алеутов. Его симметричный конус резко возвышается над окрестностями. Последнее извержение было вызвано землетрясением, прошедшим 9 марта 1957 года, а само извержение началось 11 марта и окончилось на следующий день. Известны другие его извержения: в 1250, 1450—1455, 1490, 1500, 1530, 1757 и в 1957 годах. Тип извержения Плинийский.
Вулкан был скорее всего открыт Гавриилом Прибыловым, совершившим 18 экспедиций вдоль Алеутских островов и назвавшим вулкан в честь одного из русских путешественников Петра Всевидова или Андрея Всевидова, внесших свой вклад в исследования и освоение Алеутских островов  в 1740-1750х годах восемнадцатого века.